# TOHOSHINKI LIVE TOUR 2012 ~TONE~
《TOHOSHINKI LIVE TOUR 2012 ~TONE~》은 그룹 동방신기의 5번째이자 2인 재편 이후의 첫 일본 전국 콘서트 투어이다.

## 개요
2011년 12월, 동방신기 일본 공식 사이트는 일본 9개 도시, 20회로 확정된 일본 투어 일정을 공개했다. 2인 재편 이후에 여는 첫 일본 전국 투어임에도 시야 제한석, 시야 제한 체감석, 발코니 지정석 표까지 매진될 만큼 현지 팬들의 호응이 5인 시절 투어 당시보다 훨씬 더 좋아 도쿄 돔 2회, 쿄세라 돔 오사카 2회로 총 4회 분량의 공연 일정이 추가되었다. 그러나 좌석표 예매 경쟁이 여전히 치열하여 다시 도쿄 돔 공연 일정과 쿄세라 돔 오사카 공연 일정이 1회씩 재추가되었다. 이로써 동방신기는 한국 아티스트 중 최초로, 마이클 잭슨, 백스트리트 보이즈에 이어서 해외 아티스트 중 세 번째로 3회에 걸쳐 도쿄 돔 무대에 오르는 위업을 달성하였으며 더 나아가 본 투어를 통해 총 55만명의 관객과 960억 원의 매출을 기록하였다.

## 투어 일정
| 일정            | 도시     | 장소                               | 관객 동원      |
| --------------- | -------- | ---------------------------------- | -------------- |
| 2012년 1월 18일 | 횡빈     | 요코하마 아레나                    | 통산 34,000명  |
| 2012년 1월 19일 | 횡빈     | 요코하마 아레나                    | 통산 34,000명  |
| 2012년 1월 25일 | 나고야시 | 니혼 가이시 홀                     | 통산 30,000명  |
| 2012년 1월 26일 | 나고야시 | 니혼 가이시 홀                     | 통산 30,000명  |
| 2012년 1월 27일 | 나고야시 | 니혼 가이시 홀                     | 통산 30,000명  |
| 2012년 2월 11일 | 복강     | 마린 멧세 후쿠오카                 | 통산 30,000명  |
| 2012년 2월 12일 | 복강     | 마린 멧세 후쿠오카                 | 통산 30,000명  |
| 2012년 2월 18일 | 신석     | 니가타 토키 멧세                   | 통산 18,000명  |
| 2012년 2월 19일 | 신석     | 니가타 토키 멧세                   | 통산 18,000명  |
| 2012년 2월 23일 | 찰황     | 홋카이도립 종합 체육 센터          | 통산 16,000명  |
| 2012년 2월 24일 | 찰황     | 홋카이도립 종합 체육 센터          | 통산 16,000명  |
| 2012년 3월 3일  | 광도     | 그린 아레나                        | 통산 20,000명  |
| 2012년 3월 4일  | 광도     | 그린 아레나                        | 통산 20,000명  |
| 2012년 3월 9일  | 복정     | 후쿠이 선 돔                       | 통산 20,000명  |
| 2012년 3월 10일 | 복정     | 후쿠이 선 돔                       | 통산 20,000명  |
| 2012년 3월 13일 | 대판     | 오사카 성 홀                       | 통산 22,000명  |
| 2012년 3월 14일 | 대판     | 오사카 성 홀                       | 통산 22,000명  |
| 2012년 3월 17일 | 기옥     | 사이타마 슈퍼 아레나 스타디움 모드 | 통산 105,000명 |
| 2012년 3월 18일 | 기옥     | 사이타마 슈퍼 아레나 스타디움 모드 | 통산 105,000명 |
| 2012년 3월 19일 | 기옥     | 사이타마 슈퍼 아레나 스타디움 모드 | 통산 105,000명 |
| 2012년 4월 14일 | 동경     | 도쿄 돔                            | 통산 165,000명 |
| 2012년 4월 15일 | 동경     | 도쿄 돔                            | 통산 165,000명 |
| 2012년 4월 16일 | 동경     | 도쿄 돔                            | 통산 165,000명 |
| 2012년 4월 21일 | 대판     | 쿄세라 돔 오사카                   | 통산 135,000명 |
| 2012년 4월 22일 | 대판     | 쿄세라 돔 오사카                   | 통산 135,000명 |
| 2012년 4월 23일 | 대판     | 쿄세라 돔 오사카                   | 통산 135,000명 |

## 세트 리스트
- Opening VCR -
- B.U.T (BE-AU-TY)
- Superstar
- I Think U Know

- Ment -
- 呪文-MIROTIC-
- 時ヲ止メテ (시간을 멈춰서)
- Thank You My Girl

- VCR #2 (Introduction ~Magenta~) -
- MAXIMUM

- VCR #3 -
- Honey Funny Bunny (유노윤호 Solo)
- Before U Go
- Duet
- The Way U Are3월 10일 한정
- I Don't Know

- VCR #4 -
- Telephone
- シアワセ色の花 (희망색의 꽃)

- Ment -
- Back To Tomorrow
- Rusty Nail[8](최강창민 Solo)

- Band Introduction -
- BREAK OUT!
- Easy Mind
- Summer Dream
- High Time

- Dancer Introduction -
- Why? (Keep Your Head Down)

- Encore VCR -
- Rising Sun

- Ment -
- STILL
- Weep

- Ment -
- Somebody To Love

- Ending -

- Opening VCR -
- B.U.T (BE-AU-TY)
- Superstar
- I Think U Know

- Ment -
- 呪文-MIROTIC-
- 時ヲ止メテ (시간을 멈춰서)
- Thank You My Girl

- VCR #2 (Introduction ~Magenta~) -
- MAXIMUM

- VCR #3 -
- Honey Funny Bunny (유노윤호 Solo)

- Dancer Introduction -
- Before U Go
- Duet
- I Don't Know

- VCR #4 -
- Telephone
- シアワセ色の花 (희망색의 꽃)

- Ment -
- Back To Tomorrow
- Rusty Nail (최강창민 Solo)

- Band Introduction -
- BREAK OUT!
- ウィーアー！ (We Are!)
- Easy Mind
- Summer Dream
- High Time

- VCR #5 -
- Why? (Keep Your Head Down)

- Encore VCR -
- Rising Sun

- Ment -
- STILL
- SHINE
- Weep

- Ment -
- Somebody To Love

- Ending -

## 특이사항 및 에피소드
- 나고야에서의 3일 차였던 2012년 1월 27일, X JAPAN의 인사법을 통해 착안한 동방신기의 〈We Are 'T'〉 인사법이 고안되었다.
- 후쿠오카에서의 1일 차인 2012년 2월 11일에는 유노윤호의 27번째, 니가타에서의 1일 차인 2월 18일에는 최강창민의 25번째 깜짝 생일 파티를 앙코르 멘트 중에 열기도 했다.
- 동일본 대지진 피해자들에게 미소와 힘을 전달해 주고 싶다는 동방신기의 의사에 따라 지진 피해 지역 내 3개 극장에서, 2012년 3월 10일에 열리는 두 번째 후쿠이 공연 실황이 무료로 생중계되었다.[10]
- 2012년 4월 15일에 열린 두 번째 도쿄 돔 공연은 최강창민의 여동생이 직접 관람하였다.
- 2012년 4월 15일에 열린 두 번째 도쿄 돔 공연에서의 〈MAXIMUM〉 무대 중 유노윤호의 우산이 부러지는 사고가 발생했다.
- 유노윤호는 도쿄 돔 2일 차 공연에서 〈Weep〉를 부른 후 팬들과의 대화 도중 울음을 떠뜨렸다.
- 쿄세라 돔 오사카 3일 차이자 투어 최종일 실황을 KBS 2TV 연예가중계에서 독점 취재하였다.

## 제작
- 동방신기 (유노윤호, 최강창민)
- 기획·제작 : 에이벡스 엔터테인먼트, SM 엔터테인먼트 재팬
- 협찬 : DHC, 세븐넷쇼핑, 세븐일레븐, 판급교통사
- 총감독 : SAM